# 汴洲里
汴洲里，位於臺灣桃園市桃園區東北方的一個里，是一個工商為主要發展，與住宅區混合的里。附近設有中油桃園煉油廠，但並不在此里。

## 地理

### 位置
汴洲里位於台灣桃園市桃園區東北方，虎頭山山腳旁的平原，南崁溪其中一段的東側。

### 面積
面積達2.273平方公里，是桃園區轄下最大的里。

### 周遭
汴洲里北臨蘆竹區南崁里；南臨春日、會稽里；西臨莊敬里、自強里；東臨龜山區南上里。西邊流經南崁溪。

## 歷史

### 早期
水汴頭位處虎頭山邊的崖地，南崁溪河流經區域，現今的一部份位在汴洲里內。早期墾民進入這一帶地區時，引入南崁溪之水灌溉臨近農田，並在此設立水閘，故名水汴頭。又被稱水井頭或水沖頭。

### 清治時期
在清治時期至日治之初，水汴頭被稱為「水汴頭庄」，並由桃澗堡所治轄。

### 日治時期
1920年（大正九年），台灣總督府對全台灣調整行政區劃，將水汴頭庄改制為「水汴頭大字」，改由桃園郡桃園街治轄，雖然是隸屬於新竹州，但水汴頭自此開始就被劃入桃園，一直沿用至今。
當時水汴頭的人口約有800多人，以當時來說算是中型村落的規模。

## 人口
汴洲里的人口在113年6月男女總計人數為8957人，男性人數4350人、女性人數4607人。登記戶數為4158戶，並劃有35個鄰。
民國105年，桃園市政府規劃了經國重劃區(又稱經國特區)，而規劃地區正好位於里，此重劃區預估可以為汴洲里帶來約6300人的人口。

## 交通
汴州里內經過的主要道路:
台4線(春日路、經國路)、大有路、健行路等。

## 地方事件
民國107年1月29號上午，鄰近汴洲里的中油桃園煉油廠發生起火爆炸，導致地方對於煉油廠「遷廠」要求的呼聲更加強烈，不過在經濟部「先建後遷」的政策下，若找不到新廠的廠址，就沒有辦法遷廠。6月22號，在時代力量舉辦的公聽會上，遭到當地居民的強烈質疑，並要求若無法遷廠就關廠。

## 觀光

### 地方名店
春日路:巧合珍牛肉麵總店
春日路:來來現宰羊肉爐

### 景點
大有路946巷:汴州公園
水汴一路:明德宮

## 宗教廟宇
土地公廟:
明德宮、鳳凰山福德宮、大有福德宮、水尾福德祠、三角坑三德祠
媽祖廟:
三媽宮
魯班先師廟:
荷顯宮
其他宮廟:
永安宮(張李莫千歲、媽祖、土地公)